# 6417 Лібераті
6417 Лібераті (6417 Liberati) — астероїд головного поясу, відкритий 4 грудня 1993 року.
Тіссеранів параметр щодо Юпітера — 3,393.